# کریستوفر مرسدس
کریستوفر مرسدس (اسپانیایی: Cristopher Mercedes‎؛ زادهٔ ۸ مارس ۱۹۹۴) بازیکن بیس‌بال اهل جمهوری دومینیکن است.
وی در مسابقات کشوری و بین‌المللی در مجموع برندهٔ ۱ مدال برنز شده‌است.